# Sanji Mmasenono Monageng
Sanji Mmasenono Monageng (Serowe, 9 agosto 1950) è una giudice botswana della Corte penale internazionale, Divisione Preliminare.
Venne eletta dall'Assemblea della Corte penale internazionale nel Gruppo degli Stati africani, Lista B, l'11 marzo 2009 per nove anni.